# Scatopsciara weiperti
Scatopsciara weiperti är en tvåvingeart som beskrevs av Menzel och Werner Mohrig 1991. Scatopsciara weiperti ingår i släktet Scatopsciara och familjen sorgmyggor. Inga underarter finns listade i Catalogue of Life.